# HBO-kennisbank
HBO Kennisbank is een portal die in 2006 ontwikkeld is om toegang te geven tot resultaten van onderzoek van hogescholen. Het merendeel van de materialen (publicaties van onderzoekers en scripties van studenten) is open-access beschikbaar.
De HBO kennisbank wordt gevuld vanuit de institutionele repositories van de hogescholen, zoals Sharekit.
De website is een dienst die voortkomt uit een samenwerkingsverband tussen hogescholen en SURF en is gebouwd naar voorbeeld van de universitaire evenknie DAREnet, het huidige NARCIS.
Oorspronkelijk is deze kennisbank vanuit zeven HBO-instellingen opgezet, maar inmiddels doen er veel meer aan mee. De HBO Kennisbank wordt tegenwoordig als dienst. aangeboden door de HBO Kennisinfrastructuur (HKI) De uitvoeringsorganisatie van de HKI wordt verzorgd door SURF.